# Scopula pithogona
Scopula pithogona är en fjärilsart som beskrevs av Louis Beethoven Prout 1938. Scopula pithogona ingår i släktet Scopula och familjen mätare. Inga underarter finns listade.